# Bába pod kořenem
Bába pod kořenem je internetový mem, založený na reportáži natočené Davidem Pikem pro televizi Nova a odvysílané v Televizních novinách dne 26. července 2012. Předmětem reportáže bylo uváznutí rekreantky v kořenovém systému smrku. Některé hlášky z reportáže zlidověly a paní Zdena si později v Praze otevřela restauraci s názvem Restaurace Kotva – U báby pod kořenem.

## Průběh incidentu
Událost se měla odehrát v noci z 25. na 26. července 2012. Zdeňka Novotná, tehdy 57letá žena z Prahy, trávila dovolenou s přáteli v kempu v Řídelově u Telče. Při večerní procházce v šeru ztratila orientaci, a zhruba 50 metrů od chatky upadla u kořene stromu, pod kterým zůstala zaklíněna. V důsledku šoku nebyla schopna křičet o pomoc; snažila se přivolat záchranu boucháním do kořene, což však nebylo slyšet. Přátelé hned začali svou souputnici hledat, ve tmě ji však ani z bezprostřední blízkosti neviděli. Vysvobozena byla až ráno, 11 hodin od uváznutí. Celá příhoda byla v reportáži líčena lidovým až bulvárním stylem.
Videozáznam reportáže, původně opatřené titulkem 11 hodin hrůzy a beznaděje, se následně – pod méně účastným názvem – začal jako mem či virál šířit internetem. Místo události se stalo předmětem piety.

## Internetový mem
Samotný internetový mem vznikl prakticky ihned po odvysílání reportáže. Sama televize Nova reportáž nahrála na platformu YouTube, kde do 20. září 2022 nasbírala přibližně 1,1 milionů zhlédnutí. S motivy „báby pod kořenem“ vznikla i trička a tašky. Na internetu se objevilo také množství remixů této reportáže. Na serveru YouTube je publikováno několik amatérských hudebních skladeb inspirovaných touto událostí, které jsou zpracovany jako operní árie či jako folková píseň. Zmínku o události obsahuje i česká hra Kingdom Come: Deliverance II.

## Filmová adaptace
Osud paní Zdeny inspiroval vznik českého béčkového filmu s názvem Kořenový vězeň. Ve snímku se fenomén „báby pod kořenem“ potkává s dalšími popkulturními odkazy či internetovými memy, například s titulním hrdinou nahrávky Svatba Jiřího Káry či s kartářkou Jolandou. Produkci filmu zajistila kampaň na Hithitu, scenáristou se stal David Litvák, jeden ze spolutvůrců seriálu Eliška a Damián. Film měl premiéru v červnu 2025.

## Zdeňka Novotná
Ústřední postava reportáže, Zdeňka Novotná, je od 90. let činná v místní politice, spoluzakládala místní buňku ODS v Praze-Petrovicích.
V letech 1998–2014 byla zastupitelkou městské části Praha-Petrovice za ODS, kandidovala i v komunálních volbách 2014, 2018 a 2022, ale bez zisku mandátu.
Sama na reportáž nevzpomíná v dobrém, hlavně proto, že se nechala přesvědčit k vlezení pod kořen před kamerami. Někdy je jí nepříjemná i zvýšená pozornost kolemjdoucích a veřejnosti.

## Kritika reportáže
Reportáž byla kritizována pro svou neserióznost. Moderátor TV Nova Rey Koranteng ji označil jako „součást genetické výbavy Novy“, zároveň ale připustil, že by ji natočil jinak, ale vznikla v době, kdy Nova tímto směrem směřovala.